# Pilar Revuelta
María del Pilar Revuelta ist eine spanische Artdirectorin und Szenenbildnerin, die bei der Oscarverleihung 2007 einen Oscar für das beste Szenenbild gewann.

## Leben
Pilar Revuelta begann ihre Laufbahn als Artdirectorin und Szenenbildnerin in der Filmwirtschaft 1994 bei dem Kurzfilm Two Over easy und arbeitete bis heute an der szenischen Ausstattung von über zwanzig Filmen mit.
Für den spanisch-mexikanischen Film Pans Labyrinth (2006) von Guillermo del Toro mit Ivana Baquero, Ariadna Gil und Sergi López gewann sie zusammen mit Eugenio Caballero 2007 den Oscar für das beste Szenenbild sowie mit Caballero und Ramón Moya den Premio Ariel, den bedeutendsten mexikanischen Filmpreis. Darüber hinaus war sie bei den British Academy Film Awards 2007 mit Caballero für das Szenenbild in diesem Film für den British Academy Film Award (BAFTA Film Award) nominiert.

## Filmografie (Auswahl)
- 1994: Two Over Easy (Kurzfilm)
- 1995: Hotel Oasis (Kurzfilm)
- 1995: Die Abenteuer von Two Bits und Pepper (Two bits and Pepper)
- 2001: The Devil’s Backbone
- 2004: La mala educación – Schlechte Erziehung
- 2005: Ausentes
- 2005: El Bola
- 2006: Pans Labyrinth
- 2009: Zerrissene Umarmungen
- 2009: The Limits of Control - Der geheimnisvolle Killer

## Auszeichnungen
- 2007: Oscar für das beste Szenenbild
- 2007: Premio Ariel für das beste Szenenbild